# Cornelis Brouwer
Cornelis Lambertus Brouwer (ur. 27 listopada 1900 w Rotterdamie, zm. 7 maja 1952 tamże) – holenderski lekkoatleta, długodystansowiec. 
Nie ukończył biegu maratońskiego podczas igrzysk olimpijskich w Paryżu (1924).